# Музей Кеплера (Прага)
Музей Кеплера — колишній музей у Празі, присвячений перебуванню Йоганна Кеплера в цьому місті і його науковим здобуткам за цей час. Музей працював з 2009 по 2017 рік в будинку 4 на Карловій вулиці в Старому місті біля Карлового мосту. В цьому будинку Кеплер жив під час свого перебування в Празі в 1607–1612 роках. Після закриття музею про перебування Кеплера в цьому будинку нагадує тільки меморіальна дошка на фасаді.

## Відкриття й експозиція музею
Прага була останнім містом, де Кеплер провів значний час, і де у 2009 році досі не було присвяченого йому музею.
Спочатку музей мав відкритися 14 травня 2009 року, але через невизначене фінансування відкриття перенесли на 25 серпня 2009 року. Довелося змінити й вміст музею: через високі фінансові вимоги до необхідного страхування, з експозиції виключили оригінальні експонати з часів Кеплера.

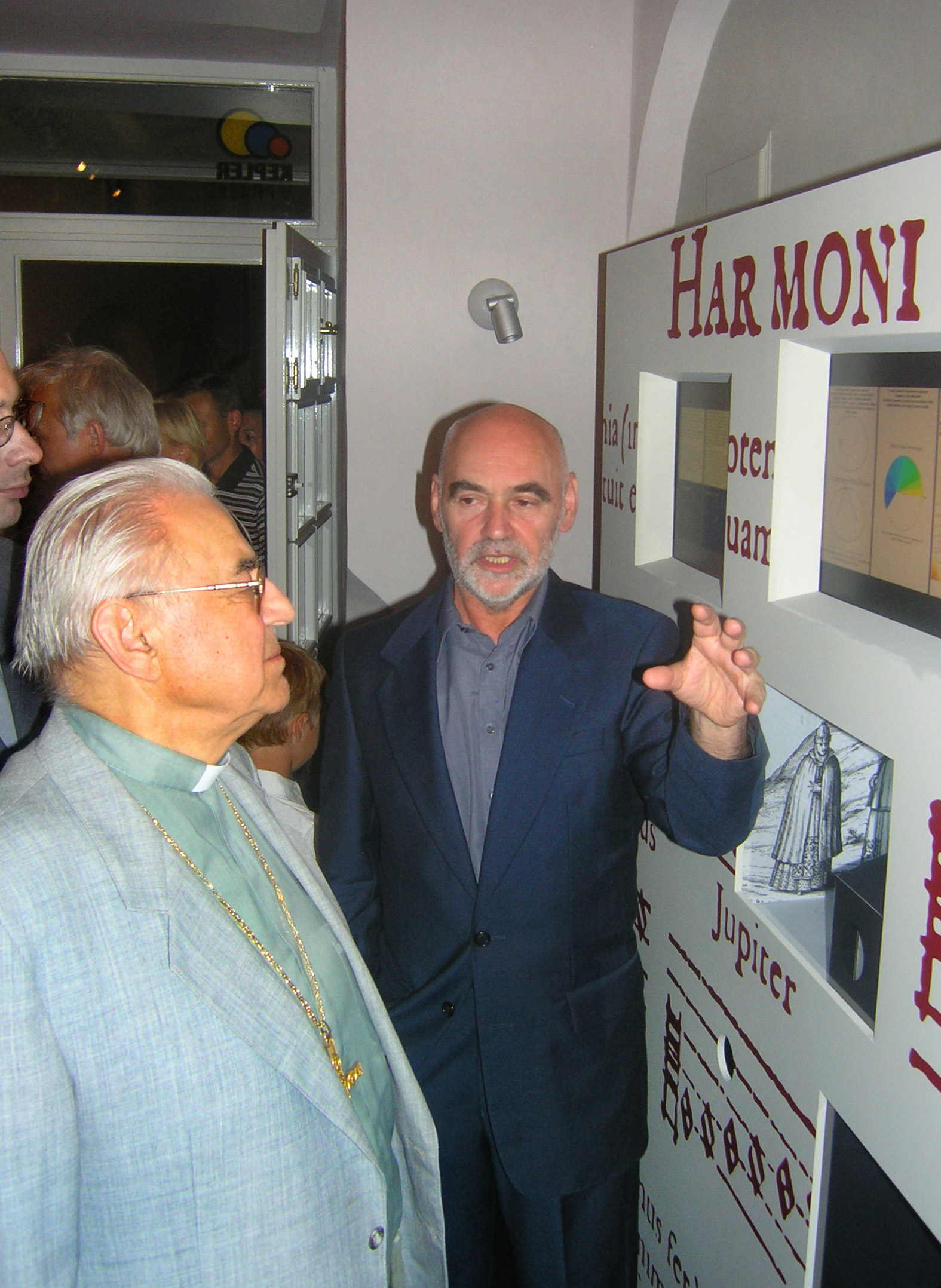
Кардинал Милослав Влк (ліворуч) і Войтех Седлачек на відкритті музею

Окрім звичайних інформаційних стендів, музей також демонстрував кілька дисплеїв із цікавою анімацією, наприклад запис реального росту сніжинки (Кеплер був першим, хто звернув увагу, що форма сніжинок завжди шестикутна). У музеї також була діюча модель шестеренного насоса, створеного Кеплером для фонтанів у саду Рудольфа II.
Відкриття музею було однією з подій Міжнародного року астрономії. Серед інших, у відкритті взяв участь кардинал Милослав Влк.

## Закриття музею
Наприкінці 2017 року, після восьми років роботи, музей Кеплера в Старому місті закрили. Частину експозиції музею передали до Національного технічного музею у Празі на Летній горі та відкрили для публіки з весни 2019 року. Однак нові приміщення були незадовільними, тому вирішено перенести музей до Празького планетарію.